# Baltoji Ančia
Baltoji Ančia je řeka 1. řádu na jihu Litvy v okrese Lazdijai (Alytuský kraj), levý přítok řeky Němen. Vytéká z jezera Ančia u vsi Jezdas. Teče zpočátku k jihu, míjí od západu jezírko Blūdelis, protéká jezerem Pastovys, protéká městem Kapčiamiestis, u vsi Volskai se stáčí k jihovýchodu a od soutoku s řekou Neviedė tvoří přehradní nádrž Baltosios Ančios tvenkinys (plocha 250 ha, hloubka 12 m), která vznikla přehrazením řeky u vsi Baltoji Ančia pro vodní elektrárnu. Za přehradou teče směrem jihozápadním až do soutoku s Němenem, do kterého se vlévá u vsi Svetijanskas, 11 km na jihozápad od města Druskininkai v místě, kde Němen tvoří státní hranici s Běloruskem. Úsek od přehrady až do ústí tvoří hranici mezi okresy Lazdijai a Druskininkai. Baltoji Ančia se do Němenu vlévá jako jeho levý přítok 465,6 km od jeho ústí do Kuršského zálivu Baltského moře. Obvyklá šířka říčního údolí je 300 - 500 m. Šířka koryta je v horním toku 8 - 12 m, na dolním toku 15 - 20 m. Rychlost toku je 0,3 - 0,5 m/s. 

## Přítoky
- Levé:

| Hydrologické pořadí | Řeka    | Délka (km) | Povodí (km²) | Vzdálenost od ústí (km) | Ústí kde      | Koordináty ústí                 |
| ------------------- | ------- | ---------- | ------------ | ----------------------- | ------------- | ------------------------------- |
| 10010286            | Neviedė | 2,8        | 44,6         | 12,1                    | Menciškė      | 53°57′38″ s. š., 23°43′2″ v. d. |
| 10010296            | Seira   | 32,6       | 224,4        | 4,7                     | Baltoji Ančia | 53°58′52″ s. š., 23°48′ v. d.   |

- Pravé:

| Hydrologické pořadí | Řeka  | Délka (km) | Povodí (km²) | Vzdálenost od ústí (km) | Ústí kde      | Koordináty ústí                  |
| ------------------- | ----- | ---------- | ------------ | ----------------------- | ------------- | -------------------------------- |
| 10010263            | Nieda | 3,7        | 313,3        | 23,2                    | Kapčiamiestis | 53°59′56″ s. š., 23°39′12″ v. d. |